# Arcésina

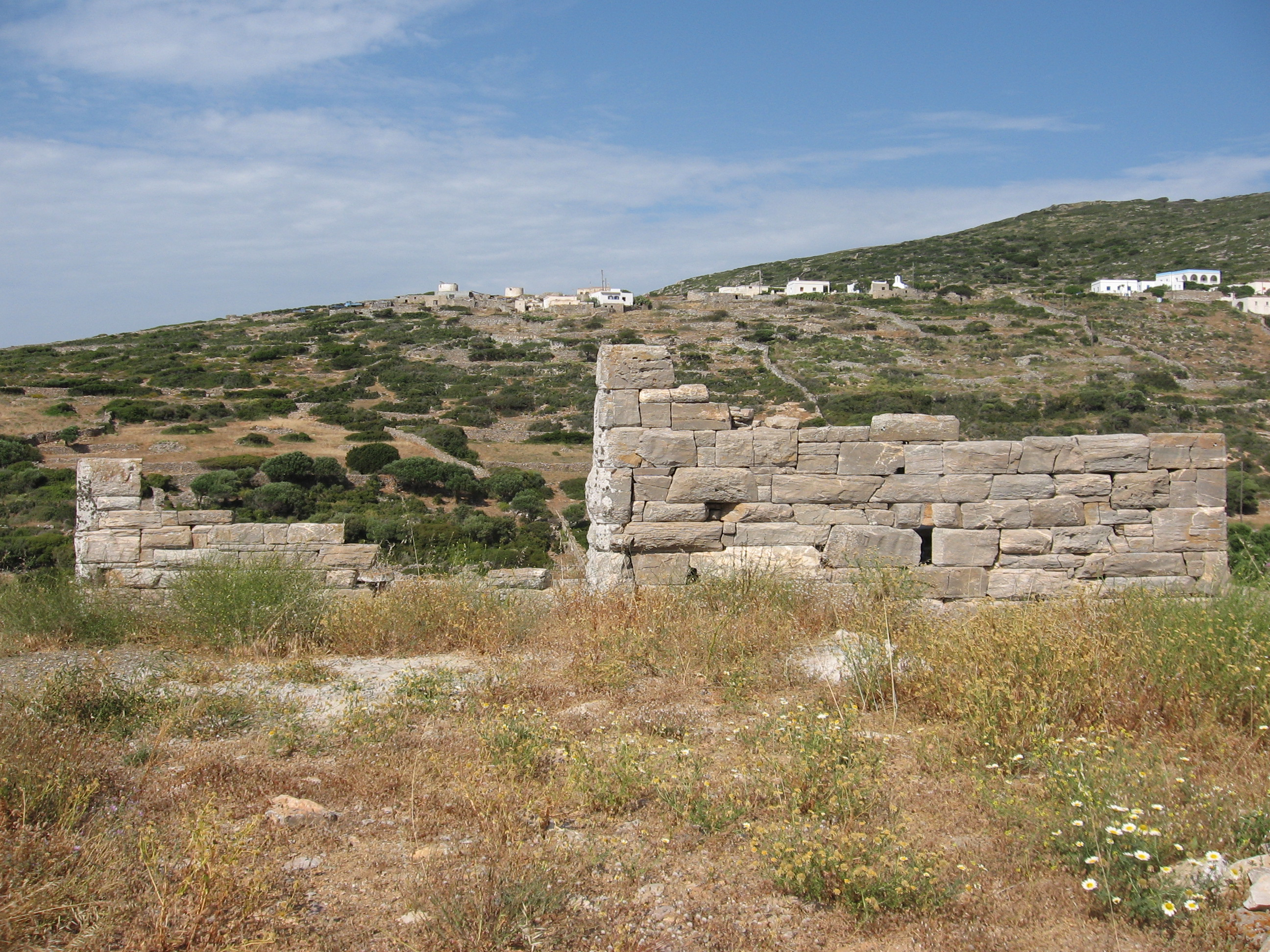
El muro de Aya Tríada, cerca del pueblo. Al fondo se ve el pueblo de Rajules.

Arcésina (en griego Ἀρκεσίνη) es un pueblo de la isla de Amorgos, en Grecia.
Arcésina está en el sudoeste de Amorgos, a una altitud de 195 metros. Según el censo de 2011, Arcésina tiene 106 habitantes. Está construida al pie de la colina de Kórakas, orientada a la llanura de Kato Meriás, como se llama la parte sudoeste de la isla, con olivos y otros cultivos. Dista 14 kilómetros de Jora.
En la antigüedad Arcésina era una de las tres ciudades de Amorgos. Cerca de Arcésina se conserva el muro de Aya Tríada, un edificio conmemorativo de época helenística (siglo IV a. C.). El muro se encuentra al noroeste del pueblo y al este de la pequeña iglesia de Aya Tríada. Cerca de la entrada al pueblo está el templo de San Onofre.